# Vílnius
Vílnius (en lituà Vilnius, en belarús Вільня, en polonès Wilno, en rus Вильнюс i, abans, Вильно, en alemany Wilna) és la capital i la ciutat més gran de Lituània, amb una població de més de 588.412 habitants el 2021. La població a l'àrea metropolitana s'estima en uns 706.832 habitants amb dades del 2019. És també la capital de tres subdivisions administratives lituanes: el municipi de Vílnius, el districte municipal de Vílnius i el comtat de Vílnius (9.760 km² i 850.700 hab.).
Segons estudis de GaWC, Vilnius està classificada com a ciutat global i és coneguda per l'arquitectura del seu nucli antic. El Centre històric de Vílnius està inscrit a la llista del Patrimoni de la Humanitat de la UNESCO el 1994. Abans de la Segona Guerra Mundial, Vilnius era un dels centres jueus més grans d’Europa. La seva influència jueva ha fet que hagi rebut el sobrenom de "la Jerusalem de Lituània". Napoleó la va anomenar "la Jerusalem del Nord" quan hi va passar el 1812. El 2009, Vilnius va ser la Capital Europea de la Cultura, juntament amb Linz, Àustria. El 2021, Vilnius va entrar al grup de les 25 ciutats globals del futur segons la revista fDi Magazine, que la va passar a considerar com una de les ciutats més avançades i amb més potencial del món.

## Història
Fundada al s. x, el 1323 fou capital del ducat de Lituània sota el duc Gediminas. Destruïda el 1377 pels cavallers teutònics, es reféu sota Ladislau Jagelló. Unida a Polònia, hi fou introduït el cristianisme (1386), i esdevingué seu episcopal. Ocupada pels russos (1655-60) i pels suecs (1702), passà a Rússia el 1793, en els repartiments de Polònia. Fou centre d’un moviment autonomista del principi del s. xx, i fou proclamada capital de la Lituània independent per un consell nacional, mentre que en 1915-20 era ocupada successivament pels alemanys, els polonesos, els lituans i els russos bolxevics. Del 1920 al 1939 la ciutat romangué en mans poloneses, tot i que la Lituània independent la proclamava com a capital. El 1939 caigué sota l’òrbita soviètica i el 1941 esdevingué la capital de l'RSS de Lituània. En independitzar-se aquesta de l'URSS (1990) esdevingué capital de la República de Lituània.

## Geografia i població
Situada al sud-est del país, a la confluència dels rius Vilnia (també conegut com a Vilnelė) i Neris. Aquesta situació no central es pot atribuir a la forma canviant de les fronteres nacionals al llarg dels segles, ja que en un temps va ser el centre no només cultural sinó també geogràfic del Gran Ducat de Lituània, i en els seus orígens també fou el centre geogràfic de les terres lituanes, mentre que la població de la ciutat va romandre multiètnica durant la major part de la seva història.
Vílnius dista 312 km del Bàltic i de Klaipėda, el principal port marítim de Lituània. Les altres ciutats principals del país, com ara Kaunas (a 102 km), Šiauliai (a 214 km) i Panevėžys (a 135 km), són fàcilment accessibles des de la capital.
El municipi actual de Vílnius ocupa 402 km² i està edificat en un 20,2%, mentre que a la resta del territori hi predominen els espais verds (43,9%) i l'aigua (2,1%).
Segons el cens del 2001, el municipi tenia 542.287 habitants, el 57,8% dels quals eren lituans, el 18,7% polonesos, el 13,9% russos i el 4,0% belarussos; la resta es declaraven d'altres nacionalitats o bé van refusar de respondre.

## Ciutat vella
La ciutat vella o Senamiestis, el centre històric de Vílnius, és una de les més extenses d'Europa (3,6 km²) i és on es concentren els principals atractius de caràcter històric i cultural. Els edificis de la Ciutat Vella –n'hi ha vora 1.500– s'han construït al llarg de les diverses èpoques, amb la qual cosa constitueixen una esplèndida barreja d'estils arquitectònics ben diferents. Tot i que Vílnius sovint és considerada una ciutat barroca, també s'hi troben edificis gòtics, renaixentistes i d'altres estils.
Els principals llocs d'atracció turística de la ciutat són la torre de Gediminas i la plaça de la Catedral, símbols de la capital. Constitueixen també la porta d'entrada al centre històric de Vílnius, que es desenvolupa entorn de l'Ajuntament, unit amb el palau del Governador mitjançant l'artèria principal, el carrer Pilies.
Altres carrers serpentegen al voltant de palaus senyorials, esglésies, botigues i tallers artesanals. Els carrers, estrets i de forma corba, i els petits i curiosos patis i places es van desenvolupar segons la planificació radial de la Vílnius medieval.
A causa del seu caràcter únic, el Centre històric de Vílnius fou declarat Patrimoni de la Humanitat per la UNESCO el 1994.

## Conjunt palatí de la Universitat

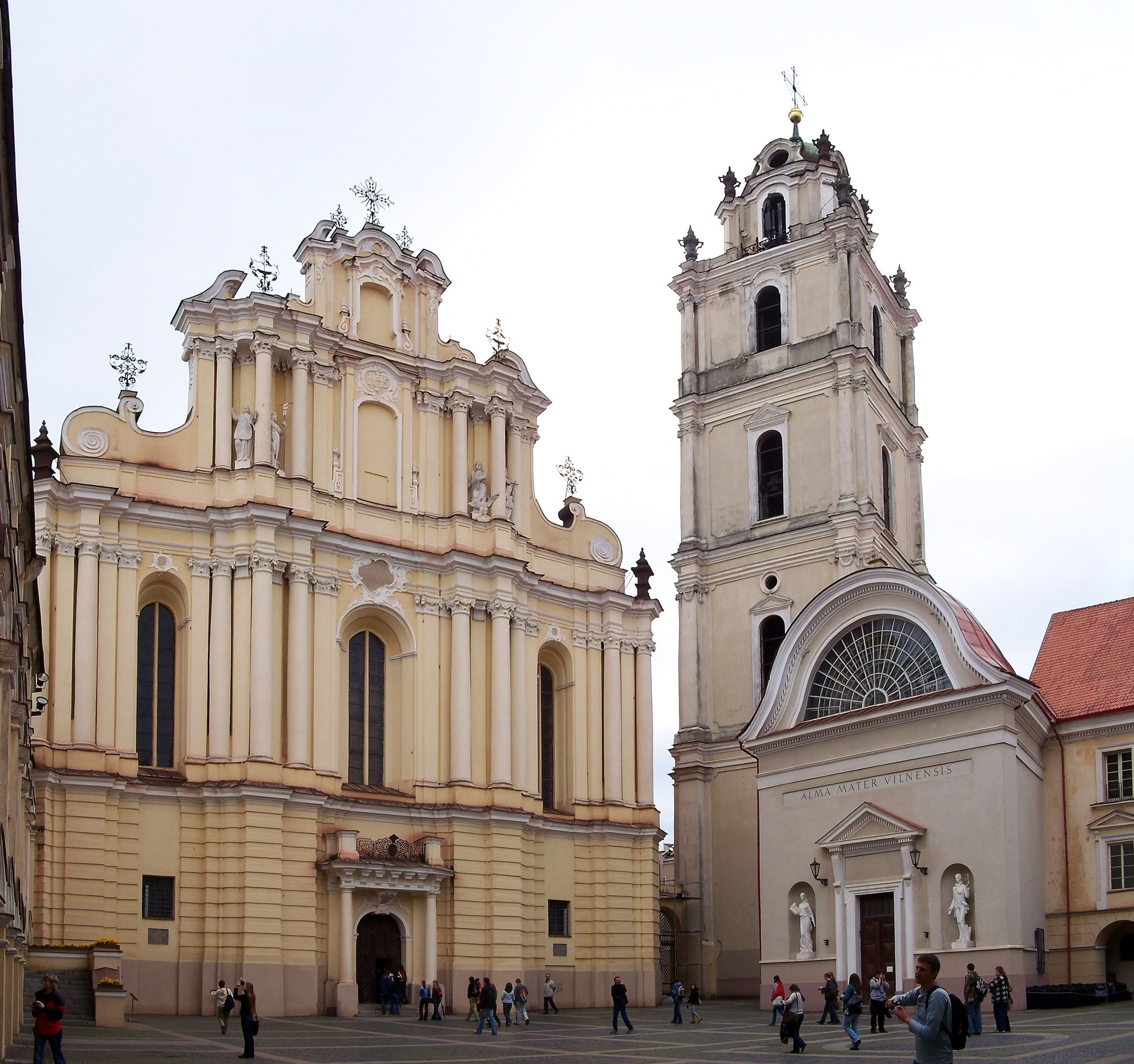
Església de Sant Joan a la Universitat de Vílnius

El Palau de la Universitat començà a construir-se en el segle xvi, amb el consentiment del bisbe, en un quadrat ple d'edificis de maó, emmarcada pels carrers Universiteto (antigament nomenada Wyskupul) Sv. Jono, Pilies i Skapo.
El conjunt del palau de la Universitat de Vílnius, reflecteix els estils arquitectònics més típics de Lituània, gòtic, renaixentista, barroc i classicista.
En quatre segles es canvià, en diverses ocasions, la funció dels edificis de la Universitat, els planells i les formes arquitectòniques. Actualment, el Palau de la Universitat allotja les Facultats d'Història, Filologia, Filosofia, Institut d'Idiomes Estrangers, Biblioteca i Rectorat. El conjunt palatí inclou 13 patis amb 13 edificis, l'església de Sant Joan i el campanar.
Lituània, mitjançant el conjunt del palau de la Universitat de Vílnius, restarà representada en el parc de Brussel·les Mini Europa.

Escut de Vílnius

### Pati Major
El Palau Major fa les funcions de panteó de la Universitat. En la seva galeria hi ha les places amb els noms dels fundadors, patrocinadors i els científics més descoll-ants de la Universitat. En la part nord del pati es troba la plaça del segle xvi Academiae et Universitas Societatis Jesu. En els frescos acolorits si pot veure l'escut de la Universitat i els retrats dels patrocinadors. En el conjunt del palau de la Universitat de Vílnius destaca la façana barroca de la primera església parroquial de Sant Joan del segle xiv. Després de l'incendi que va tenir lloc a mitjan segle xviii, l'església i el campanar foren reconstruïts per l'arquitecte més famós del Gran Ducat de Lituània, Jonas Kristupas Glaubicas, d'acord amb l'estil del barroc tardà.

### El pati de l'Observatori

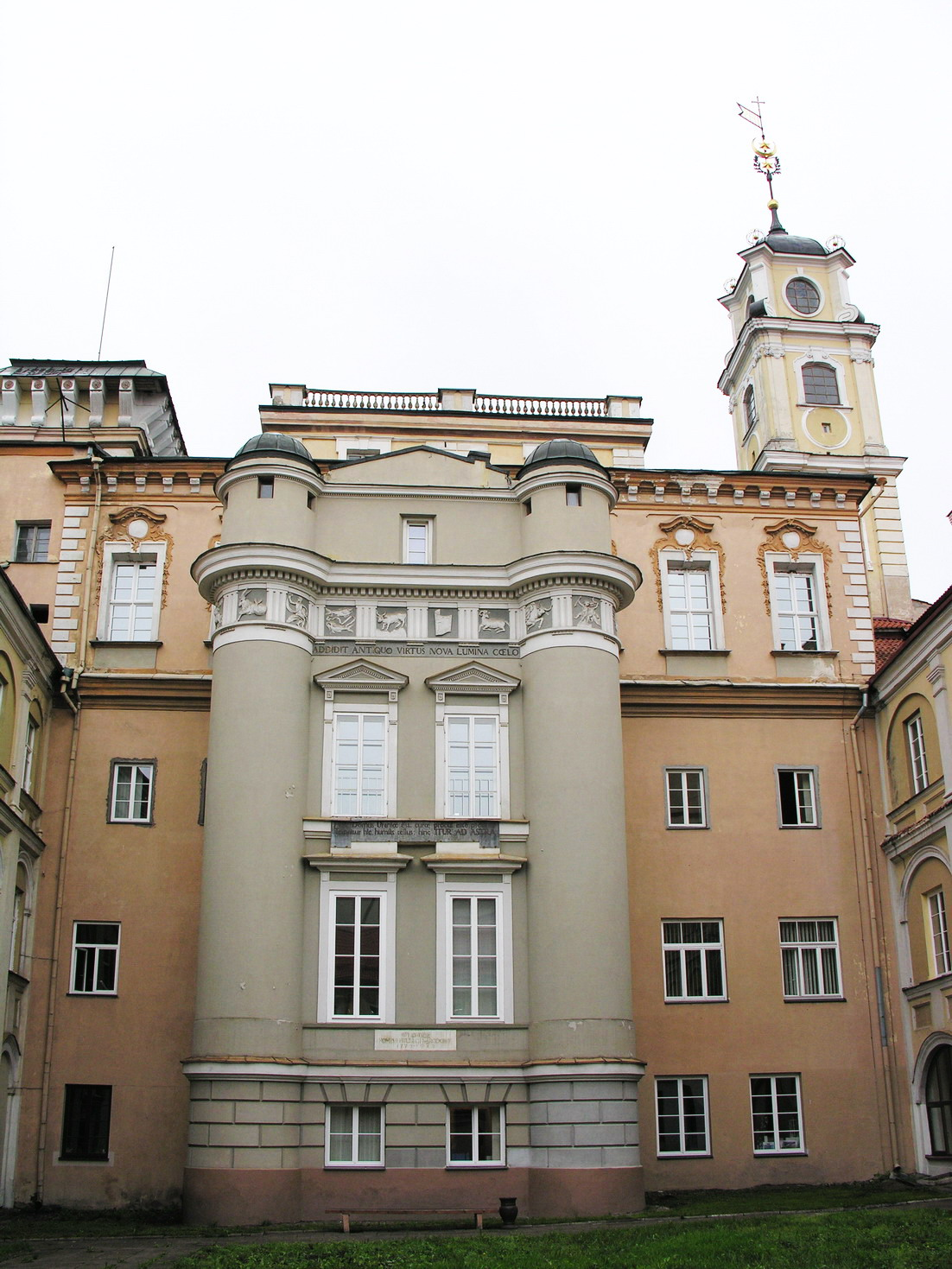
Universitat de Vílnius. L'antic Observatori

En aquest pati es troba un edifici del segle xviii amb símbols del Zodíac, decorat amb sentències en llatí, entre elles la frase Hinc itur ad astra (D'aquí a les estrelles). En el lloc on estava la farmàcia de la Universitat de Vílnius, ara s'hi troba la placa dedicada a l'antic Degà de la Universitat de Vílnius, Director de l'Observatori, membre de l'Acadèmia de Ciències de París i membre de la Royal Society de Londres, Martynas Pocobutas. El pati fou construït en la ubicació de l'antic jardí, lloc on també es localitza la casa gòtica del segle xvi de Mikalojus Jasinskis.

### El pati de la Biblioteca
Aquest pati —anteriorment fou un pati domèstic —i avui dia està envoltat per la biblioteca, l'edifici de l'administració i la Facultat d'Història. Fins a principis del segle xix, aquest pati era un pati tacat, del carrer de la Universitat el separaven edificis auxiliars d'aquesta, que posteriorment s'enderrocaren per ampliar el carrer. En aquest pati es troba l'entrada principal a la biblioteca que fou fundada en l'any 1570. La porta principal fou realitzada per l'escultor lituà Jonas Meskelevicius, per commemorar l'aniversari dels 450 anys transcorreguts des de la publicació del primer llibre lituà. En l'edifici de l'administració i en la façana de l'Observatori d'Astronomia, i està dibuixat el sistema solar.

### El pati de M. K. Sarbievijus
Motiejus Kazimieras Sarbievijus fou un poeta del segle xvii, famós a Europa, estudiant de la Universitat de Vílnius i després professor d'aquesta. El pati tancat resta envoltat d'edificis de diversos estils i èpoques. En el recinte decorat amb els frescos del pintor A. Kmieliauskas, es troba la llibreria Littera, també per la rodalia, es troba el Centre de Lingüística Lituana decorat amb frescos del pintor P. Repsys.

## Dates històriques de la Universitat

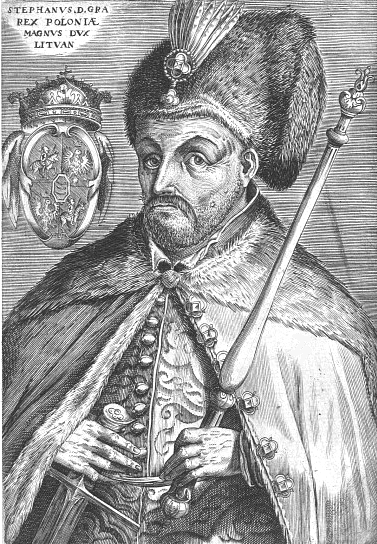
Esteve Bathory rei de Lituània (1533-1586)

- 1570.- Obertura del Col·legi i de la Biblioteca dels jesuïtes a Vílnius
- 1579.- L'1 d'abril, el rei Esteve Bathory va emetre l'escrit de l'obertura de l'Acadèmia de Vílnius i el 30 d'octubre, el papa Gregori XIII emetí la butlla per la que s'aprovà la conversió del Col·legi de Vílnius a la Universitat de Vílnius.
- 1641.- Obertura de la Facultat de Dret
- 1753.- Obertura de l'Observatori d'Astronomia
- 1773.- Se suprimí l'Orde dels jesuïtes i es fundà la Comissió Educativa per afers d'aquesta mena
- 1781.- L'Acadèmia de Vílnius canvia el seu nom passant a anomenar-se Escola Superior del Gran Ducat de Lituània. Es fundà la Facultat de Medicina
- 1803.- La Universitat passà a nomenar-se Universitat Imperial
- 1832: La Universitat es tancà, després de proposar-ho el tsar Nicolau I de Rússia
- 1919 - 1939: Està en funcionament la universitat polonesa Steponas Batoras
- 1939: La Universitat de Vílnius reobre les seves portes i la Facultat d'Humanitats i Facultat de Dret, es traslladen de Kaunas a Vílnius
- 1990: En restituir-se la independència de Lituània, s'aprovaren els Estatuts de la Universitat mitjançant els quals se li retornà l'autonomia[9]

## Església de Sant Pere i Sant Pau

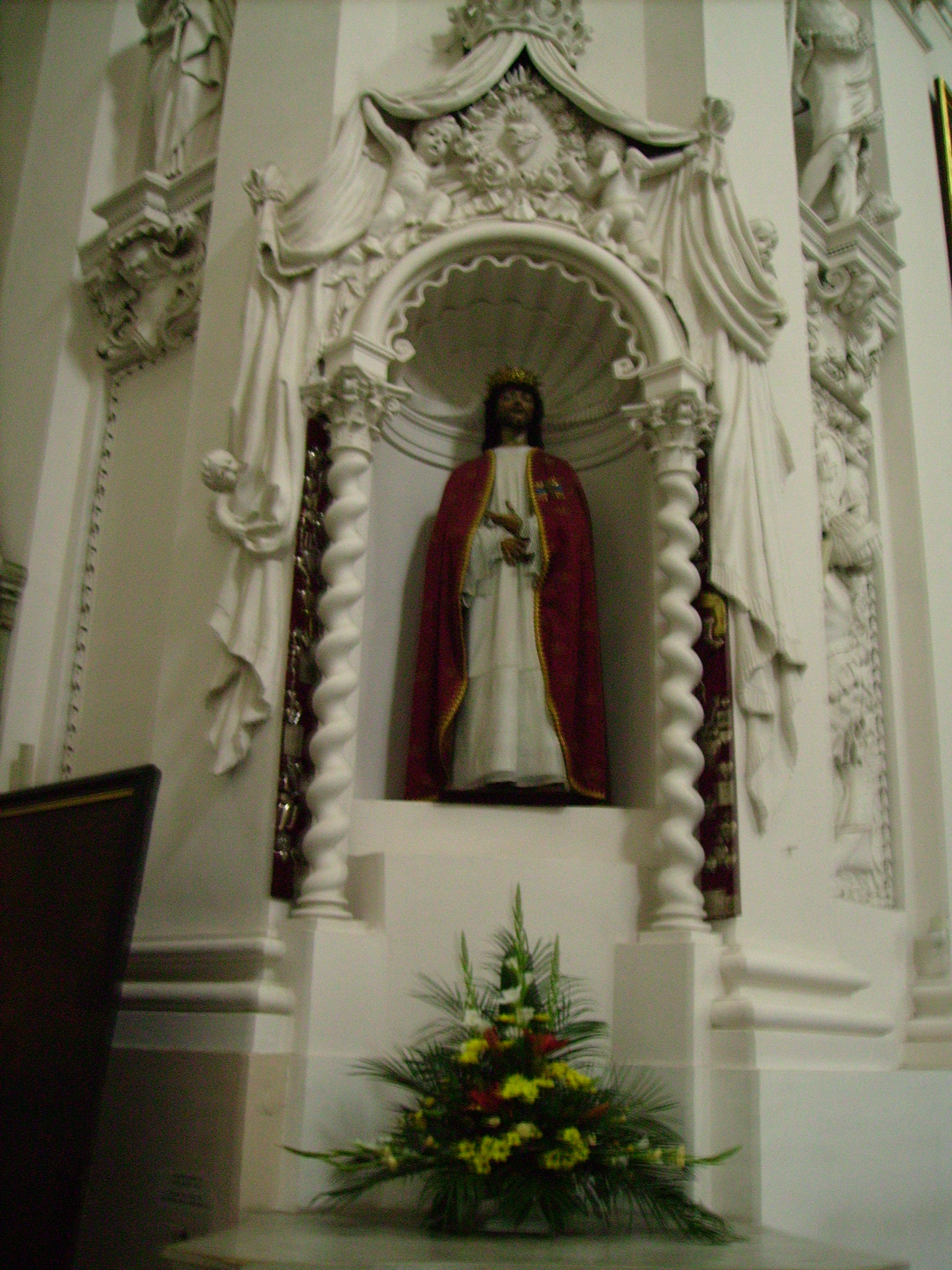
Escultura del Natzarè a l'església de sant Pere i sant Pau de Vílnius

L'església de Sant Pere i Sant Pau, és un església senzilla al barri Antakalnis que segons la llegenda al segle xv, es va erigir en el lloc d'un temple pagà. El 1638 fou fundat adjunt a l'església el monestir de monjos-lacerans (tancat 1864 pels russos).
L'església actual i l'edifici del monestir no tenen res a veure amb els vells, els dos aparegueren després de la invasió moscovita de Vílnius a mitjan segle xvii. Passaren alguns anys i la capital de Lituània es reanimà.
El cabdill Kazimierz Michal Pac (1621 - 1682), començà construir a Antakalnis el 1668 una nova església com a gratitud a Déu per a la seva salvació en la guerra amb Moscou. Els quadres en el presbiteri recorden al pietós cabdill: el retrat del fundador, de la seva presumpta parenta Santa Maria Magdalena de Pazzi i del seu protector Miquel Arcàngel. El quadre del Sant Crist pertany a Pac, aquest quadre el cabdill el portava amb ell en totes les campanyes.
A l'entrada de l'església, aquesta resta decorada amb motllures d'estuc dels escultors italians G. P. Perti i G. M. Galli.
L'espai de l'església consta de la nau central, de sis capelles en les naus laterals i del creuer. Al nàrtex hi ha dues petites capelles. A la dreta hi ha la de sant Francesc amb l'escultura del Sant Crist, a l'esquerra el baptisteri amb una pica baptismal de marbre del segle xvii. La capella dels Sants Guerrers a la dreta presenta com sant Casimir inspira guerrers lituans per guanyar la batalla amb els moscovites.
Enfront hi ha la capella de les santes reines en memòria de dones nobles, mares i esposes exemplars que no oblidaren llurs obligacions vers els pròxims. La capella d'Úrsula de Colònia a la dreta recorda donzelles assassinades pels bàrbars guerrers de l'odi envers la seva fe. La capella és un monument a dones de Vílnius, a llurs suplicis durant l'ocupació última de la capital. Enfront d'aquesta capella i hi ha la de sant Agustí, protector dels lacerans.
Al creuer de la dreta i resta l'altar de la confraria de les ferides de Jesucrist. Fundada el 1642 la confraria uní comunitats de pescadors del barri d'Antakalnis i de l'altra vora del riu Neris. El quadre està envoltat d'àngels amb símbols de suplicis de Crist.
En el creuer a l'esquerra hi ha el quadre famós de la Verge Maria Misericordiosa que trenca fletxes de Crist enutjat. Aquest quadre el portà de Roma el bisbe de Vílnius Georgius Tiskevichus i en un principi el va mantenir en una capella privada. Quan el quadre passà per ser miraculós el bisbe l'entregà solemnement a l'església de Sant Pere i Sant Pau. El relleu de la volta de l'altar representa la cerimònia. Les medalles sobre l'altar representen la vida de la Verge Maria. Davant l'altar els creients oraven protecció durant la pesta. De 1692 la confraria de santa Maria Misericordiosa procurà per l'altar.
L'escultura de Jesús de Natzaret fabricada a Roma el 1700 va restar més de 150 anys en l'església dels monjos trinitaris a Antakalnis. L'estàtua passava per miraculosa, les seves còpies restaven en altres esglésies de Lituània. El 1864 l'església i el monestir dels monjos trinitaris foren tancats i l'escultura fou traslladada a l'església de Sant Pere i Sant Pau. En el segle xix l'escultura fou instal·lada a l'altar. Als inicis del segle xx a la dreta simètricament fou instal·lat l'altar de sant Francesc de Sales.

## Fills il·lustres
- Arthur Bartels (1818-1885), poeta, músic, humorista i cantant.
- Feliks Janiewicz (1762-1848), violinista, director d'orquestra i compositor.
- Romain Gary (1914 - 1980) escriptor i diplomàtic, Premi Goncourt de l'any 1956 i de l'any 1975 amb el pseudònim de Émile Ajar
- Andrew Victor Schally (1926) metge, Premi Nobel de Medicina o Fisiologia de l'any 1977.

## Transports i comunicacions
Vílnius és el punt de partida de les autopistes Vílnius-Kaunas - Klaipėda i Vílnius-Panevėžys. Tot i que el riu Neris pot ser navegable, no hi ha rutes fluvials regulars. L'Aeroport Internacional de Vílnius canalitza la majoria dels vols internacionals lituans cap a la majoria de les principals destinacions europees. L'estació de ferrocarril de Vílnius també és un important nus viari. A la ciutat hi ha una xarxa de troleibusos i per a més endavant hi ha projectada una línia de tramvia.
Actualment hi ha tres línies del Metro de Vílnius en projecte per connectar els districtes més poblats de la ciutat.